# Саплинов, Михаил Юрьевич
Михаил Юрьевич Саплинов (род. 5 марта 1991, село Федосеевка, Старооскольский район, Белгородская область, РСФСР, СССР) — российский серийный убийца, совершивший, по версии следствия, два убийства девушек в период с 2014 по 2016 год на территории Старого Оскола. Старший брат футболиста Александра Саплинова. Дело Михаила Саплинова вызвало общественный резонанс и активно освещалось в СМИ на протяжении нескольких лет. Девушки, в убийстве которых обвинили Саплинова, пропали без вести при весьма загадочных обстоятельствах, их тела не были найдены. Михаил Саплинов являлся одним из последних, кто видел девушек живыми, но настаивал на своей непричастности к исчезновению девушек. Несмотря на это, в 2018 году Михаил Саплинов был признан виновным в совершении двух убийств и приговорен к пожизненному лишению свободы. Лишь спустя 7 лет после ареста, в 2023 году, Михаил Саплинов публично признался в том, что пропавших девушек убил именно он. На тот момент дело Саплинова являлось прецедентом для всей российской судебной практики, так как до этого не было ни единого случая, когда подозреваемому выносился обвинительный приговор по обвинению в убийстве двух и более лиц, в то время как не был установлен факт смерти его предполагаемых жертв.

## Биография

### Детство и юность
Михаил Саплинов родился 5 марта 1991 года в селе Федосеевка (Белгородская область). Имел младшего брата Александра. Вырос в социально благополучной обстановке. В детстве Саплинов страдал гемофобией, вследствие чего падал в обморок из-за получения царапин и порезов. Он обладал флегматическим типом темперамента, не умел отстаивать свою точку зрению и предпочитал не вступать в конфронтацию или не реагировать на конфликтные ситуации, благодаря чему не пользовался популярностью среди сверстников и периодически подвергался нападкам со стороны других учеников. В школьные годы Саплинов увлекался футболом. После окончания школы Михаил поступил в Старооскольский технологический институт им. А.А. Угарова (филиал Университета науки и технологий МИСИС), который окончил в начале 2010-х годов. В студенческие годы Михаил Саплинов стал выступать за университетскую команду по футболу под названием «Технолог». На любительском уровне Михаил Саплинов выступал за различные команды из Старого Оскола и в период с октября 2012 года по ноябрь 2016 года достиг выдающихся результатов. Он провел в различных турнирах 208 матчей, в которых забил 320 голов и сделал 90 голевых передач. После окончания университета, Михаил остался жить в Старом Осколе и в 2013 году устроился на работу в ГИБДД Старого Оскола по протекции своего отца Юрия Саплинова, который 30 лет проработал в различных структурных подразделениях центрального аппарата Министерства внутренних дел Российской Федерации, а после выхода на пенсию устроился на работу егерем. В 2015 году, после того, как Михаил попал под внимание правоохранительных органов и стал проверяться на причастность к исчезновению девушки, он был вынужден уволиться из ГИБДД Старого Оскола, после чего устроился разливщиком стали на одном из местных предприятий. По словам отца Михаила — Юрия Саплинова, Михаил в ГИБДД характеризовался положительно. До ареста в ноябре 2016 года Михаил Саплинов на учете у нарколога, психиатра не состоял и к уголовной ответственности никогда не привлекался.

### Убийства
По версии следствия, первое убийство Михаил Саплинов совершил 26 декабря 2014 года. Его жертвой стала 18-летняя Екатерина Кузьмина (дата рождения — 28.01.1996). Девушка вместе с мамой приехала в Белгородскую область из Луганска летом 2014 года. В октябре того же года они получили разрешение на временное проживание в Старом Осколе и стали проживать у родственников. В ночь на 26 декабря 2014 года Екатерина вышла из квартиры на лестничную клетку с целью совершения телефонного звонка, накинув на плечи осеннюю ветровку, после чего пропала без вести. Девушка имела астеническое телосложение — рост 1,5 метра и вес 35 килограммов. Во время исчезновения она при себе имела два сотовых телефона: фирмы «Samsung» белого цвета и фирмы «Nokia» черного цвета.

Из показаний матери Екатерины:
Катя разговаривала по Skype, а я попросила её закругляться, так как уже было поздно. Мы с мужем легли спать, а дочь ещё переписывалась в соцсетях. В половине первого ночи я слышала, как она выходила на лестничную клетку поговорить по телефону, чтобы не мешать нам. После этого я заснула. А муж ещё пару раз видел, как она ходила по комнатам. Я чутко сплю и, если бы что-то случилось на площадке, я бы услышала. В пятом часу утра я проснулась. Кати не было ни в квартире, ни на улице, ни у подъезда. Постель не примята. В 4:40 ей позвонила на сотовый. Сначала шли гудки. Потом кто-то снял трубку, десять секунд помолчал, а после телефон стал недоступен...
Согласно свидетельствам родственников Кузьминой, Екатерина после переезда быстро обзавелась широким кругом знакомств, имела множество поклонников, но отличалась чрезмерной открытостью и наивностью, в частности, почти всем своим знакомым рассказывала о своих симпатиях и душевных переживаниях. Нескольким друзьям Екатерина жаловалась, что летом 2014 года ее пытался изнасиловать один из её знакомых, но, как ни странно, она продолжала общаться с ним. Также у нее был конфликт с парнем, с которым она познакомилась в одном из ночных клубов, однако молодой человек впоследствии утверждал о том, что после конфликта они помирились и продолжили общаться. Также среди приятелей Кати были замечены несколько действующих или бывших сотрудников правоохранительных органов, а также спортсмены.
По словам матери девушки, ранее Екатерина была завсегдатаем ночных клубов и молодежных вечеринок, но после переезда в Старый Оскол перестала выходить на улицу и общалась с другими людьми преимущественно в социальных сетях. За несколько часов до исчезновения она уговаривала мать и отчима отпустить её на Новый год в родной Луганск с целью встречи с друзьями и получения диплома о профессии парикмахера. Мать Кати, Елена Кузьмина, утверждала, что уголовное дело было возбуждено лишь 4 января, спустя 10 дней после ее исчезновения. Представители правоохранительных органов впоследствии утверждали, что, так как Кузьмина была совершеннолетней и ее труп не был найден, причин для возбуждения уголовного дела не было. Елена Кузьмина впоследствии обвиняла следователей в халатности, так как биллинг мобильного телефона Екатерины и изучение истории её телефонных звонков были сделаны только 19 января 2015 года. Об этом ей сообщил следователь в феврале 2015 года, когда, по версии следствия, Екатерина Кузьмина была уже более месяца мертва.
Исчезновение девушки в Старом Осколе вызвало общественный резонанс. К поиску Екатерины Кузьминой подключились волонтёры, которые прочёсывали лесопосадки, осматривали подвалы многоэтажных зданий, городские пустыри и расклеивали листовки с изображением пропавшей девушки, однако результата это не принесло.
Елена Кузьмина утверждала, что первыми обвиняемыми стали она с мужем, отчимом Кати, которого заковывали в наручники, пытали электротоком и требовали сделать признательные показания в совершении убийства падчерицы, после чего взяли расписку о том, что он не имеет претензий к представителям правоохранительных органов. СУ СК РФ впоследствии проводил проверку по этому поводу. Родителей девушки несколько часов подвергали допросу и тестированию на полиграфе, после чего, из-за отсутствия очевидных доказательств причастности к исчезновению Екатерины, вынуждены были отпустить. Изучив историю сообщений дочери в социальных сетях, мать Екатерины установила, что последним, с кем общалась ее дочь, был Михаил Саплинов, работавший в то время в ППС УМВД по Старому Осколу.

Из свидетельств Елены Кузьминой:
С Михаилом Катя была знакома пару месяцев. В ночь исчезновения он выпивал с друзьями, в 2:25 отправил их на такси, после чего написал Кате в социальной сети «ВКонтакте» «Отзовись» и позвонил. Говорили они 43 секунды. А потом, по детализации звонков, и у него, и у Кати часовая пауза (не было общения ни в Интернете, ни по телефону). В это время они вполне могли находиться вместе. По словам мамы, дочь просто общалась с парнем и не строила на его счёт планов, а вот ему она явно нравилась. Это и могло вызвать конфликт.
Во время расследования исчезновения Кузьминой Саплинов попал в число подозреваемых. Следствием было установлено, что незадолго до исчезновения девушки Михаил Саплинов, будучи сотрудником ГИБДД, останавливал автомобиль, в котором Екатерина каталась с друзьями. Во время проверки документов выяснилось, что Кузьмина и он жили в разных подъездах одного и того же многоквартирного дома, после чего Саплинов, запомнив данные девушки, разыскал её в социальных сетях и начал ухаживать за девушкой. Екатерина Кузьмина отвергала ухаживания Михаила, но в день исчезновения переписывалась с ним в социальных сетях. На допросе Саплинов вынужденно признал, что общался и звонил Кате в ночь её исчезновения, но заявил, что девушка к нему в ту ночь так и не вышла. Доказательств, свидетельствующих о его причастности к исчезновению Кати, обнаружено не было, но Михаил был вынужден уволиться из ГИБДД по собственному желанию.
Вторым подозреваемым в деле исчезновения Екатерины Кузьминой проходил некий Андрей К., работающий охранником ночного клуба в городе Губкин, где часто бывала Кузьмина. Ранее молодой человек, также, как и Михаил Саплинов, работал в местных правоохранительных органах.

Из свидетельств матери Кузьминой:
С Катей они якобы встречались. В ту ночь он обещал позвонить ей, как только у него закончится смена. Звонок был примерно в четыре утра, и говорили они около двух минут. Андрей также сказал, что с Катей они не виделись, хотя я в этом сомневаюсь. Поговорить с ним лично мне не удалось — он переехал жить в Москву и не выходит на связь ни со мной, ни с прессой. Когда Катя пропала, он попытался скрыть, что вообще был с ней знаком. Даже удалил все совместные фото из социальных сетей. У Кати не было причин, чтобы самой уйти из дома. Мы планировали в январе съездить на родину. Впереди — Новый год, её день рождения (28 января), мой и мужа. Она бы это не пропустила. И уж тем более не стала бы уходить из дома без вещей и документов, безо всякого повода. Но даже если она вдруг сбежала — я обещаю, что не буду её ругать, лишь бы вернулась. Она — это всё, что у меня есть. И если её не станет — я не знаю, как буду жить. Верю, что она жива и когда-нибудь вернётся домой.
По версии следствия, Михаил Саплинов после того, как Кузьмина явилась в нему домой, стал склонять ее к интимной близости, однако получил отказ, после чего совершил на нее нападение, в ходе которого изнасиловал и задушил её.
Второе убийство Саплинов совершил 17 ноября 2016 года. Вечером того дня он находился в своей квартире вместе со своим приятелем, младшим лейтенантом, участковым Андреем Бобрышевым. По версии следствия, именно Бобрышев привёл в квартиру Саплинова 25-летнюю Наталью Малахову. По версии следствия, после того, как девушка пришла в гости к Михаилу, он стал склонять её к интимной близости, но получил отказ, после чего совершил на неё нападение, в ходе которого изнасиловал и задушил ее. Тело убитой Натальи Малаховой Саплинов, по версии следствия, завернул в линолеум, после чего вывез в район села Федосеевка, где проживали его родители. Там он выбросил труп в мусорный контейнер для строительных отходов. Сообщение об исчезновении Натальи поступило в дежурную часть УМВД 19 ноября. Девушка работала официанткой и жила вместе со своим 15-летним братом, которого забрала, так как у родителей были плохие бытовые условия.
После исчезновения Натальи Малаховой ее мать начала поиски дочери и узнала, что перед своим исчезновением она проводила время в квартире Саплинова, после чего явилась к нему в квартиру. Михаил заявил матери Натальи Малаховой, что Наталья действительно провела у него в квартире несколько часов 17 ноября, однако рано утром он вызвал ей такси, после чего Наталья ушла, а он более её не видел. Родственники Малаховой и её друзья организовали масштабные поисковые мероприятия с привлечением сил и средств правоохранительных органов и волонтёров, в ходе которых раздавали на улицах листовки, в которых сообщались приметы пропавшей. В этот период мама Натальи Малаховой познакомилась с мамой Екатерины Кузьминой, Еленой, которая рассказала, что ее дочь Екатерина также пропала без вести после посещения квартиры Михаила Саплинова. После этого женщины направились в ближайший отдел полиции и общими усилиями смогли добиться задержания Михаила Саплинова в качестве подозреваемого. Решающим фактором в принятии такого процессуального решения стали показания таксиста, который был найден в ходе расследования. Мужчина на допросе подтвердил, что рано утром 17 ноября действительно приехал по вызову к дому, где проживал Саплинов, чтобы забрать Наталью Малахову. Однако, он утверждал, что из подъезда так никто и не вышел. В совокупности с отсутствием входящих и исходящих соединений с телефона девушки после звонка в службу такси данное обстоятельство позволило начать обвинительную деятельность в отношении Михаила Саплинова.

### Арест, следствие и суд
Михаил Саплинов был арестован 25 ноября 2016 года по обвинению в причастности к исчезновению Натальи Малаховой на территории села Федоссевка, в доме своих родителей, хотя сам он впоследствии утверждал, что арест был произведен в 8 утра 24 ноября, после чего он сутки подвергался допросу.

Адвокат Денис Хомяков утверждал, что арест Саплинова произошел с многочисленными нарушениями уголовно-процессуального кодекса:
Человека забирают из дома неизвестные люди в черных шапках, в черных куртках. Провели обыск, никаких документов не предоставили. На каком основании проводили обыск, никто никому не объяснил. Человек пропадает. Ко мне обращается папа моего подзащитного. Я ставлю на уши, можно сказать, весь город. По всем каналам пытаюсь его как-то отыскать. Написали заявление в полицию о том, что он пропал, из полиции ответа нет. Написали в прокуратуру. Я звоню тому же следователю. Он мне говорит: «Я вас не знаю, до свидания». Говорю: «Давайте я к вам приеду, ордер предъявлю. Я правомочен получать в отношении своего подзащитного какие-то сведения». Он мне отвечает отказом. И вот сегодня — 26 ноября — я узнал, что в 11 утра Михаилу предъявили обвинение.
В ходе первого допроса Саплинов в присутствии адвоката, предоставленного ему государством, заявил, что тело миниатюрной Екатерины Кузьминой после совершения убийства он выбросил в мусорный бак, который был расположен недалеко от его дома. На допросе Саплинов заявил, что Кузьмина не планировала долго находиться у него в гостях. В 04:02 утра, согласно детализации телефонных звонков, Екатерина, находясь в его квартире, вышла в другую комнату, чтобы ответить на телефонный звонок от своего молодого человека, который находился в другом городе и заканчивал работу в ночную смену. Завершив разговор, Кузьмина, по словам Саплинова, начала собираться домой, о чем сообщила ему, после чего он стал подвергать её сексуальным домогательствам, стал обнимать и пытался целовать, однако, согласно свидетельствам Саплинова, Кузьмина оттолкнула его и ударила его коленом в пах. Свои дальнейшие действия Михаил объяснял состоянием аффекта, во время которого повалил девушку на пол и в ходе борьбы задушил ее. Саплинов утверждал, что после убийства Кузьминой, в 4.43, на её телефон был совершен звонок от её матери, который он случайно принял, после чего стал разбирать телефон и отключил его.
Согласно его свидетельствам, со второй жертвой Натальей Малаховой он познакомился в октябре 2016 года и в первом часу ночи 17 ноября заманил её к себе в квартиру при помощи своего приятеля, младшего лейтенанта, участкового Андрея Бобрышева. Там молодые люди некоторое время распивали спиртные напитки, пока Наталья не уснула. Об обстоятельствах убийства Натальи Малаховой он рассказал следующее. После ухода Бобрышева Михаил, воспользовавшись тем, что Наталья крепко спит, стал совершать в отношении её действия сексуального характера, от чего она проснулась и начала оказывать ему сопротивление. В ходе борьбы с Натальей Саплинов подавил её сопротивление и заклеил ей рот скотчем, обмотав его в несколько слоев вокруг ее головы, после чего скотчем связал ей руки. Натянув ей на голову шапку до уровня глаз, он включил камеру мобильного телефона, после чего изнасиловал девушку. После изнасилования он выключил камеру и задушил Наталью Малахову. Труп убитой вместе с рулоном линолеума он выбросил на улицу через окно своей квартиры, находящейся на первом этаже многоквартирного дома. После этого он завернул тело девушки в линолеум, погрузил его в салон своего автомобиля и вывез в район села Федосеевка, где выбросил в мусорный контейнер, предназначенный для строительных отходов. Описанный Саплиновым маршрут передвижений при сокрытии следов преступления в дальнейшем был подтвержден привязками его телефона к базовым станциям. Следствие предполагало, что Андрей Бобрышев помог Михаилу в сокрытии тела девушки и не сообщил о преступлении и лице, его совершившем, в полицию, а также не принял мер по охране места случившегося.
В декабре 2016 года на Первом канале вышла передача «Пусть говорят» с Андреем Малаховым, посвящённая истории исчезновения в Старом Осколе двух девушек. После выхода передачи в эфир история исчезновения Екатерины Кузьминой и Натальи Малаховой вызвала общественный резонанс в России. После огласки этого дела к матерям убитых девушек стали обращаться ясновидящие и мошенники. Так, Елена Кузьмина свидетельствовала о том, что ей звонил незнакомец, представившийся консультантом юридической ассоциации, который предложил ей для поиска её дочери услуги высокооплачиваемого частного юриста. Еще один незнакомец вовсе пытался убедить Елену Кузьмину в том, что он похитил Екатерину и будет удерживать её в рабстве до тех пор, пока Елена не перечислит ему деньги, которые Екатерина якобы ранее взяла у него в долг, но отдавать не собиралась. Звонивший отправлял Кузьминой смс-сообщения с просьбами о помощи, утверждая, что они написаны Екатериной, и требовал, чтобы женщина перечислила ему 100 000 рублей, пообещав, что пришлет фото девушки после того, как её мама перечислит половину суммы на указанный номер телефона. Об этом разговоре женщина сразу же сообщила в полицию, которая установила, что мошенник звонил ей, находясь на территории Кемеровской области, однако личность его установить не удалось.
После пропажи Екатерины Кузьминой её мать создала в социальной сети «ВКонтакте» группу, в которой публиковала свои мысли и координировала поиски пропавшей дочери. После исчезновения Малаховой группа снова стала привлекать людей, а волонтёрские бригады с новой силой начали искать тела пропавших. Там же велось обсуждение Михаила Саплинова. Мать Екатерины — Елена Кузьмина — после его ареста опубликовала обращение к нему, в котором требовала ответить, где находятся тела девушек.
26 декабря того же года в Старом Осколе прошёл митинг, который организовали родители пропавших Екатерины Кузьминой и Натальи Малаховой. Целью акции было привлечение внимания к их бесследному исчезновению. Итогом митинга стала принятая резолюция, которую организаторы отправили в Генпрокуратуру, Владимиру Колокольцеву и Александру Бастрыкину. В резолюции митингующие потребовали проверить сотрудников УМВД Старого Оскола, которые занимались расследованием дела, а также сообщить им о результатах проверки.

Из официальной информации пресс-службы УМВД:
В результате комплекса оперативно-разыскных мероприятий, в кратчайшие сроки, сотрудниками уголовного розыска УМВД России по Старому Осколу, совместно с оперативниками аппарата УМВД региона, задержан мужчина, причастный к совершению особо тяжкого преступления.
Однако вскоре после того, как его отец Юрий Саплинов нанял ему адвокатов Дениса Хомякова и Анастасию Малыхину, Михаил отказался от своих признательных показаний и заявил о своей невиновности, так как факт смерти девушек не был установлен. По мнению представителей прокуратуры, Саплинов отказался от своих показаний под влиянием своего отца, который, будучи бывшим представителем правоохранительных органов, руководствовался концепцией: «Нет тела — нет дела». Материалы в отношении Андрея Бобрышева были выделены в отдельное делопроизводство. Он был взят под стражу 4 декабря 2016 года. Первоначально Бобрышев проходил по делу как свидетель. После ареста он признался в том, что помог Михаилу Саплинову избавиться от трупа Натальи Малаховой, и подробно указал на обстоятельства, при которых он оказал помощь, однако спустя несколько недель Бобрышев изменил свою позицию. Он отказался от своих показаний, заявив, что его заявление и объяснение были написаны в результате принуждения со стороны оперативных сотрудников УМВД, поскольку достаточных доказательств его причастности к совершению убийства Малаховой найдено не было. Бобрышев утверждал, что уехал из квартиры в три часа ночи, оставив Саплинова и Малахову вдвоем. В конечном итоге Андрею Бобрышеву было предъявлено обвинение в халатности; максимальное уголовное наказание по этой статье составляло три месяца ареста. Осенью 2017 года с Бобрышева были сняты все обвинения, и он был отпущен на свободу. Однако его уволили с должности участкового уполномоченного полиции УМВД России по Старому Осколу после служебной проверки с аргументацией, что он «совершил проступок, порочащий честь сотрудника органов внутренних дел, наносящий ущерб его репутации, авторитету федерального органа исполнительной власти в сфере внутренних дел, а также государственной власти». Будучи в СИЗО, Бобрышев не согласился с приказом об увольнении и подал в суд иск о восстановлении на работе, но иск был отклонен.

Комментарий юриста первого класса Любови Волкевич, помощника Старооскольского городского прокурора:
Младшего лейтенанта полиции Андрея Б. уволили со службы в органах внутренних дел приказом начальника УМВД России по Старому Осколу № 667 л/с от 28 ноября 2016 года с формулировкой «в связи с совершением проступка, порочащего честь сотрудника органа внутренних дел» (пункт девятый части третьей статьи 82 Федерального закона от 30.11.2011 № 342-ФЗ «О службе в органах внутренних дел Российской Федерации и внесении изменений в отдельные законодательные акты Российской Федерации»).

После задержания Саплинов заявил, что признательные показания он дал под давлением следствия, о чем впоследствии свидетельствовал его адвокат Денис Хомяков:
Как он (Михаил) мне сказал: в СИЗО №3 его избивают сотрудники. Избивают ежедневно. Подвешивают за руки, надевают мешок на голову, придушивают и бьют по тыльной части бедра. Он при мне и следователе показал эти синяки. Там всё чёрное аж! Я уверен, что нанести себе их сам он не мог. После первого обращения СУ СК РФ по Белгородской области провело проверку и судебно-медицинскую экспертизу, зафиксировавшую, что у него есть травмы. А потом, в отсутствии адвоката, мой подзащитный подписал, что эти повреждения он получил на футболе. Каком футболе? В ИВС или СИЗО? В результате было вынесено постановление об отказе в возбуждении уголовного дела. А Михаила снова избили. В убийстве он признался, чтобы перестали бить. Но они всё равно его бьют, чтобы он показал где тела.
Саплинов утверждал, что он не мог сделать никаких заявлений и замечаний, так как находился в стрессовом состоянии, плохо себя чувствовал и не понимал, что ему делать.
Полковник внутренней службы Игорь Видашев, начальник УФСИН России по Белгородской области, опроверг эту информацию, заявив, что после поступления Михаила Саплинова в следственный изолятор работниками учреждения был проведён первичный медицинский осмотр, по результатам которого каких-либо телесных повреждений у него зафиксировано не было. За время нахождения в следственном изоляторе жалоб на условия содержания, а также на ухудшение состояния здоровья в связи с травмами или телесными повреждениями, он не подавал. Согласно его свидетельствам, 22 декабря 2016 года СИЗО с проверкой посещали председатель «Общественной наблюдательной комиссии Белгородской области» Наталья Сокольская и заместитель председателя «ОНК Белгородской области» Илья Яковлев. Они проверяли условия размещения и содержания подозреваемых, обвиняемых и осужденных. В ходе беседы с правозащитниками жалоб на условия содержания, состояние здоровья, питание и медицинское обслуживание Михаил Саплинов не предъявлял. Игорь Видашев уточнил, что в СИЗО Саплинов содержался отдельно от других подозреваемых и обвиняемых на основании статьи 33 ФЗ №103 «О содержании под стражей подозреваемых и обвиняемых в совершении преступлений» в связи с тем, что он являлся бывшим сотрудником правоохранительных органов. По словам Видашева, с целью осуществления надзора и контроля все камеры без исключения на территории Следственного изолятора оборудованы системой видеонаблюдения с возможностью хранения видеоархива в течение одного месяца. Камеры видеонаблюдения расположены так, что исключает наличие мёртвых зон, вследствие чего факт избиения подследственных невозможно утаить.
После ареста и первых допросов старший следователь следственного отдела по городу Старый Оскол СУ СК России по Белгородской области Алексей Ишков настоял на заключении обвиняемого под стражу. Необходимость избрания такой меры пресечения он аргументировал тем, что, будучи не изолированным от общества, Михаил Саплинов может продолжить совершать преступления. Ишков также добавил, что Михаил, имея опыт работы в правоохранительных органах, может знать, как избавиться от улик без последствий. Кроме того, он заявил, что есть доказательства, подтверждающие умысел Саплинова на убийство Натальи Малаховой, однако он не огласил, какие именно.
Адвокат Саплинова Денис Хомяков выразил протест против этого, ссылаясь на постановления Европейского суда по правам человека и Верховного суда Российской Федерации, согласно которым не может быть положено в основу обвинения собственное признание вины, не подтвержденное другими доказательствами, которых в материалах дела не имеется. Однако суд не стал учитывать его мнение при принятии решения об избрании меры пресечения и вынес постановление о том, что Саплинов на время расследования и судебного процесса будет находиться под стражей.
После совершения изнасилования Саплинов удалил из своего телефона видеозапись с издевательствами над Натальей Малаховой и сексуальным насилием в отношении её. Однако после ареста Михаила и изъятия у него мобильного телефона эксперты-криминалисты сумели восстановить видеозапись. На видеозаписи в частности было видно, что Саплинов в ходе издевательств насильно заставлял свою жертву пить водку, после чего вставил ей кляп в рот, связал ей руки скотчем и обмотал скотчем её голову в несколько слоёв. Доказательством изнасилования стали также результаты криминалистической экспертизы биологических пятен, найденных на постельном белье, изъятом в квартире Саплинова. Уголовные дела по исчезновению Малаховой и Кузьминой были объединены в одно производство.
В 2017 году стало известно, что Михаила Саплинова незаконно отправляли в карцер, не давали общаться с родственниками и игнорировали его жалобы на противоправные действия сотрудников СИЗО-3. После жалобы родителей Саплинова и огласки этой истории, региональное управление ФСИН в ответ на многочисленные запросы СМИ вынужденно признало, что Михаил Саплинов за время содержания под стражей действительно водворялся в карцер. ФСИН заявило, что Саплинов систематически нарушал режим содержания под стражей, за что был привлечен к дисциплинарной ответственности в виде выдворения в карцер, где находился с 15 по 24 мая, однако в чем именно выражался проступок Саплинова, представители ФСИН корреспондентам СМИ не уточнили. Адвокат и отец Михаила Саплинова дважды подавали жалобу на неправомерные действия сотрудников СИЗО, однако в ходе проверки факты, изложенные в жалобе, не подтвердились.
В ходе расследования было допрошено более 50 свидетелей и проведено более 30 различных криминалистических экспертиз и исследований, однако очевидных доказательств виновности Саплинова обнаружено не было. С целью снятия с него подозрений Михаилу Саплинову было предложено пройти проверку на полиграфе, на что он ответил согласием. Результаты тестирования показали, что он непричастен к исчезновению девушек, однако это не стало основанием для его освобождения. В середине 2017 года Саплинов был этапирован в Москву, где в течение нескольких недель проходил сексолого-психолого-психиатрическую экспертизу в Государственном национальном центре социальной и судебной психиатрии имени Сербского, по результатам которой он был признан вменяемым. В октябре 2017 года расследование было завершено. Объем уголовного дела составил 45 томов, по 250 страниц каждый, которые были переданы сторонам для ознакомления. Следствием так и не был установлен факт, что данные преступления были совершены Саплиновым. Не был также установлен факт убийства пропавших девушек. Адвокат Саплинова Денис Хомяков в октябре 2017 года заявил, что следствие зашло в тупик, так как, кроме первоначальных показаний Михаила, других доказательств в деле не появилось. Признательные же показания, по мнению Хомякова, Саплинов дал под давлением, о чём свидетельствовали зафиксированные следы побоев, в связи с чем была назначена проверка. Адвокат потерпевших Юрий Шевяков признал тот факт, что действующий уголовный закон не позволяет предъявить человеку обвинение, основываясь только на его признательных показаниях, поэтому следователям пришлось проделать скрупулёзную работу, чтобы получить совокупность доказательств, объективно подтверждающих причастность Михаила Саплинова к исчезновению и убийству девушек.
В декабре 2017 года заместитель прокурора Белгородской области утвердил обвинительное заключение, и уголовное дело было передано для рассмотрения в Белгородский областной суд.
22 декабря 2017 года состоялось предварительное слушание по уголовному делу в отношении Саплинова. На судебном заседании было утверждено, что уголовное дело будет рассматриваться с участием коллегии присяжных заседателей. Об этом ходатайствовал сам Саплинов. Отбор присяжных заседателей начался 19 января 2018 года. К делу была приобщена видеозапись, изъятая из телефона Саплинова, на которой он подвергал сексуальному насилию девушку, которую свидетели опознали как пропавшую Малахову. Саплинов установил телефон на фоторамку в своей комнате в 6:32, а в 7:12 Наталья Малахова перестала подавать признаки жизни.
По моральным и этическим соображениям видеозапись была предоставлена для просмотра только присяжным заседателям и никогда не демонстрировалась общественности. Согласно свидетельствам адвоката потерпевших Юрия Шевякова, после первых секунд просмотра присяжные заседатели впали в состояние эмоционального шока, а женщины впоследствии стали отворачиваться от экрана и закрывали глаза ладонями. Юрий Шевяков заявил, что в своей юридической практике не имел подобных прецедентов и видео с Натальей Малаховой — «самое жестокое и дикое».

Комментарий Шевякова: 
Ни у одного здорового человека после просмотра записи сомнений не остаётся — это жестокое, бесчеловечное изнасилование. Изнасилование, выходящее даже за пределы нашего понимания и представления об изнасилованиях […]. На мой вопрос Саплинов ответил, что провожая Наташу, выкинул скотч в мусорное ведро. Просчитался. Забыл, что ведро осматривали. Ни скотча, ни волос не нашли. В остальной части содержание записи приводить не буду. Скажу лишь, что в какой-то момент он освободил рот девушки от скотча и прозвучали последние слова Наташи Малаховой на этом видео: «Я больше не могу». Жить ей оставалось несколько минут. В 7:12 её не стало.
Защита Саплинова настаивала на том, что Наталья Малахова добровольно согласилась заняться сексом с Михаилом.

Из комментария адвоката Саплинова Дениса Хомякова:
Обвинение в суде предоставило лишь видео, на котором якобы изображена сцена изнасилования моим подзащитным Наталии Малаховой, которое, опять же, ничем не подтверждено. Он [Саплинов] не отрицает факт того, что сношение было с Малаховой. Но оно носило добровольный характер. Все эти элементы скотча, шапки. Это была ролевая игра. То есть ничего насильного здесь не было. Если кто-то не понимает ролевых игр, я к этому тоже негативно, отрицательно отношусь. Среди молодежи это зачастую практикуется, и для них это вполне нормально, ничего аморального в этом нет, как они считают.
На одном из судебных заседаний обвинитель задал Михаилу Саплинову вопрос: «Предполагает ли ролевая игра получение сексуального удовольствия обоими партнёрами?». Однако Саплинов уклонился от ответа, так как на видеозаписи Наталья Малахова никаких признаков удовольствия не демонстрировала
Сам Михаил Саплинов на судебном процессе не признал свою вину, однако, присяжным заседателям были предоставлены его признательные показания, данные на предварительном следствии, которые содержали описания деталей, известных только убийце или тому, кто был причастен к исчезновению девушек.
Совокупность других доказательств, предоставленных обвинением на суде, объективно свидетельствовала о совершении преступлений именно Саплиновым. Исходя из признательных показаний Саплинова, ему было известно о том, что Кузьминой в ночь ее убийства звонили её молодой человек и её мать, что было подтверждено детализацией телефонных звонков. Исходя из анализа телефонных соединений и общения Кузьминой в социальной сети, следствию удалось установить, что ни с кем, кроме Саплинова, она той ночью о встречах не договаривалась и посещать другие места не собиралась. Еще одним доказательством стало удаление Саплиновым всей переписки с девушкой из социальных сетей, при том, что переписка с другими лицами была сохранена им в первозданном виде. В качестве косвенной улики, свидетельствующей о причастности Саплинова к совершению убийства, следствие указало тот факт, что после исчезновения Кузьминой он не предпринял больше ни одной попытки как-то связаться с девушкой, хотя до момента ее исчезновения ежедневно писал и звонил ей.
В связи с рассмотрением дела по преступлениям против половой неприкосновенности суд проходил в закрытом режиме. В ходе судебного процесса 8 февраля 2018 года вердиктом жюри присяжных заседателей Саплинов был признан виновным в «совершении изнасилования и иных насильственных действий сексуального характера, соединённого с угрозой убийства; убийства двух лиц, сопряжённого с изнасилованием и насильственными действиями сексуального характера», после чего Белгородский областной суд 9 февраля 2018 года назначил Михаилу Саплинову уголовное наказание в виде пожизненного лишения свободы. Суд также взыскал с Саплинова в пользу матерей погибших Екатерины Кузьминой и Натальи Малаховой компенсацию морального вреда в размере 4 000 000 рублей. Большую часть судебного процесса Саплинову удавалось сохранять полное самообладание, он старался прятать лицо от фотокамер корреспондентов, Ирины Крюковой и Елены Кузьминой, матерей Натальи Малаховой и Екатерины Кузьминой, однако после вынесения приговора не выдержал и проявил агрессивное поведение. Он обозвал Юрия Шевякова «клоуном», выразил ему угрозы физической расправой и нецензурно высказался в адрес Елены Кузьминой. После окончания судебного процесса родственники жертв пожелали Саплинову продолжить играть в ролевые игры в исправительной колонии особого режима в совершенно ином статусе. Так они отреагировали на версию адвоката Михаила Саплинова, который утверждал во время демонстрации в суде видеозаписи с изнасилованием Натальи Малаховой, что убитая и Саплинов были сторонниками ролевых сексуальных игр. В качестве последнего слова Михаил Саплинов заявил о том, что приговор по своему содержанию и смыслу ему «непонятен» и он будет бороться за свою свободу.
Матери пропавших девушек после суда заявили о том, что согласны с приговором, и заявили о том, что в случае, если Саплинов выразит раскаяние в содеянном и укажет места захоронения девушек, они его духовно простят, перед Богом.

### Дальнейшие события
После осуждения Саплинов был этапирован для отбытия уголовного наказания в «Исправительную колонию № 18 Управления Федеральной службы исполнения наказаний по Ямало-Ненецкому автономному округу», более известную как «Полярная сова».
В сентябре 2019 года было опубликовано письмо Михаила Саплинова, адресованное матери одной из девушек — Елене Кузьминой, в котором он признался в том, что причастен к совершению убийства Екатерины Кузьминой, но непосредственно убийство совершил его друг Андрей Бобрышев.

Из текста письма Саплинова:
Здравствуйте, Елена!!!Искренне, от всей души прошу прощения за то что Вам приходится читать эти строки. С тяжелым камнем в душе и сильными душевными терзаниями я пишу это письмо и побудило меня к этому то, что Вы как никто имеете право знать правду которую я больше не в силах скрывать. 25.12.2014г. примерно начиная с 9 часов вечера я переписывался с Вашей дочерью Катей в социальной сети «Вконтакте». Во время переписки я пригласил Катю к себе в гости. В 2.30 ночи я позвонил Кате и сказал ей чтобы она выходила, так как я иду её встречать. Я встретил ее возле подъезда Вашего дома и мы вместе пошли ко мне домой.У меня дома мы вместе общались, курили кальян, пили виски и ничто не предвещало беды. После 3 часов ночи ко мне в гости пришел Бобрышев Андрей который присоединился к нашей компании. Так случилось что мы злоупотребили спиртным и находились в достаточно пьяном состоянии. В какой-то момент я вышел в другую комнату чтобы позвонить.В это время Катя оставалась в зале с Андреем. Когда я вернулся в зал я увидел что Катя лежит на полу в неестественной позе. Я спросил у Андрея что случилось. Он ответил: «Ну так получилось». Труп Кати мы положили в покрывало, а вещи я собрал в пакет. Из квартиры, через балкон на задней стороне дома, я передал труп Кати завернутый в покрывало Андрею. Он же положил труп Кати в салон машины и единолично куда-то увез. Я прошу меня простить, но я не знаю куда.
Другое письмо он адресовал Директору ФСБ России А. В. Бортникову и Министру МВД Колокольцеву. В письме Саплинов заявил о том, что Бобрышев имеет родственника в Москве, который работает в МВД и занимает большую должность, вследствие чего он на стадии расследования не дал показаний против Бобрышева и не рассказал о месте захоронения девушек. Саплинов просил руководство МВД о том, чтобы в отношении его применили т.н. сыворотку или гипноз, чтобы доказать достоверность его показаний против Бобрышева для привлечения того к уголовной ответственности. 
Отбыв в «Полярной Сове» 3 года, осенью 2021 года Саплинов по неустановленным обстоятельствам покинул территорию колонии и был переведен для отбытия дальнейшего уголовного наказания в «Исправительную колонию № 6 Управления Федеральной службы исполнения наказаний по Оренбургской области», более известную как «Чёрный дельфин». В тот же период ему написала письмо мать одной из жертв Елена Кузьмина от имени убитой им дочери, в котором попросила его сказать, куда он спрятал её тело. Саплинов ответил ей, после чего между ними завязалась переписка, в ходе которой он признался в совершении убийств и сообщил, что закопал труп Екатерины Кузьминой в Дмитриевском заказнике, а труп Натальи Малаховой — возле памятника 17 героям-бронебойщикам на территории Старого Оскола. Памятник 17 героям-бронебойщикам в Старом Осколе находится в очень неприметном месте рядом с лесополосой, трассой и железной дорогой. После получения этой информации, поиски тел убитых девушек возобновились. Искать тела убитых  вызвались сотни добровольцев со всей Белгородской области, в том числе члены местного клуба страйкболистов и сотрудники правоохранительных органов, однако результата это не принесло.  Раскопки длились на протяжении почти двух лет.  Дмитровский заказник на площади двух гектаров и в глубину больше метра был перерыт экскаватором, однако никаких останков убитых найдено не было.

Из свидетельств Елены Кузьминой:
Участок большой выкопали, потому что преступник показал, как бы, несколько входов в лес. Вот, например раз, два, три и четыре. Ну, предпочтительно, вот этот третий вход, да. Ну, расстояние между этими черточками, скажем так, 30-50 м. Глубину, как он зашел, он сказал 30-50 шагов. Вот мы отсчитали 30 шагов, обозначили вот красными деревья. Потом 50 шагов, ну, чуть дальше взяли. Тоже обозначили красным деревья. Далее наносили на специальную карту все его обозначения, ну и свели как бы определенную координату, определенную местность и немножко нам придется сейчас расширяться.
В 2024 году в СМИ появилась видеозапись признательных показаний, сделанных Саплиновым в «Чёрном дельфине» в конце 2023 года, во время которых он снова признал свою вину и заявил, что в деле избавления от трупов ему помогал его отец Юрий Саплинов, который может показать их расположение.  Показания Михаила Саплинова косвенно были подтверждены результатами биллинга мобильных телефонов Саплинова и его отца. 19 ноября 2016 года, через два дня после убийства Малаховой, Михаил 25 минут находился возле памятника 17 героям-бронебойщикам вместе со своим отцом. А 26 декабря 2014 года, в день убийства Кати, он останавливался на полчаса на пустыре в Дмитровском заказнике, где после выхода на пенсию трудился егерем его отец. В тот день Юрий Саплинов как раз находился там. После этого Юрий Саплинов попал под внимание правоохранительных органов. По версии следствия, Саплинов-старший, зная о местах захоронения тел убитых, после ареста сына выкопал их и перепрятал.

Из показаний Михаила Саплинова в тюрьме «Чёрный Дельфин»: 
Ну, в ночь с 25 на 26 декабря 2014 года я отдыхал дома с друзьями и параллельно переписывался с Кузьминой Екатериной. После того, как друзья покинули квартиру, я пригласил её в гости для распития спиртных напитков, ну, отдохнуть. Я начал приставать, начал лезть целоваться, она начала отвергать эти все мои предложения, после чего я не сдержался. Заломал ей руки, завалил на диван. Я понял, что ничего не произойдёт, я принял решение, ну, задушить её. Обхватил в такой захват шею и задушил сзади на диване. Я взял машину, подогнал к своему дому. До этого я ее раздел, завернул в покрывало, которое находилось на диване, вынес на балкон. Через квартиру невозможно было вынести. Я тогда на первом этаже жил, то есть через балкон выносил. Потом погрузил на заднее сиденье и поехал мимо микрорайонов в заказник, где раньше работал. Проехал какое-то расстояние и остановился. Выбежал в лес, ну, посмотреть, куда хоронить. Не нашел, поехал дальше. Найдя такое место, взял из машины совок с ведром и побежал раскапывать могилу. Яму выкопал глубиной выше колена. Пришлось наклоняться. Погрузил ее в эту яму вниз лицом и закопал. Ну, песком, землей. Брал с противопожарного рва. Притаптывал, потом веток натаскал, ну, чтоб было незаметно. С Наташей обошелся так же. Раздел, замотал в ковер, скинул с балкона, затащил в машину. Повез ее. Хотел изначально в район водохранилища, но потом вспомнил, что надо проезжать пост ГАИ. В районе памятника 17 героям ушел налево. И в этом месте я ее закопал. Уложил калачиком. Яма получилась как воронка, непутевая… То есть прямо не положишь, а только калачиком. Пришлось изворачиваться.
Мать одной из жертв — Елена Кузьмина — после публикации показаний Саплинова из «Чёрного Дельфина», заявила, что, по состоянию на 2024 год, поиски останков девушек почти прекращены, так как у неё нет денег на выплату поисковикам, а волонтёров и добровольцев не хватает, в связи с чем Елена занялась поиском меценатов и спонсоров, которые смогли помочь объявить материальное вознаграждение за нахождение останков Екатерины Кузьминой и Натальи Малаховой. По словам женщины, поиски усложняются ещё тем, что в местах захоронений трупов убитых, указанных Саплиновым, за 8—10 лет проросли большие деревья.
По версии родственников жертв и представителей следственного комитета, Саплинов дал признательные показания и указал места захоронений девушек в надежде покинуть «Чёрный дельфин» и быть этапированным в Старый Оскол для проведения следственного эксперимента, с целью сменить однообразную тюремную обстановку и даже побывать на свободе в ходе следственных действий. По словам Елены Кузьминой, следствие предложило Михаилу Саплинову соглашение, согласно которому его этапируют в Старый Оскол в том случае, если он верно укажет место захоронения останков одной из девушек и они будут найдены, после чего он покинет «Чёрный дельфин» и примет участие в следственном эксперименте, в ходе которого приведет следователей к месту захоронения останков второй своей жертвы.
Отец Михаила, Юрий Саплинов, в конце 2024 года был задержан и допрошен по подозрению в причастности к исчезновению Екатерины Кузьминой и Натальи Малаховой. Во время допроса он отверг подозрения о том, что знает места захоронения трупов, заявил о невиновности сына. Пройти проверку на полиграфе он  наотрез отказался.

## В массовой культуре
- Документальный фильм «Дело Михаила Саплинова» из цикла «Особо опасные» (2024)[42][43]